# Karl Schalk (Historiker)

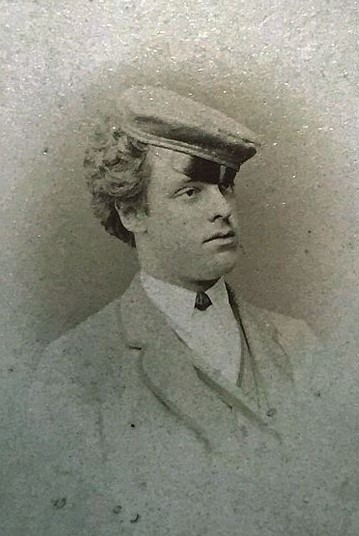
Karl Schalk

Karl Schalk (* 16. Juli 1851 in Wien; † 8. Februar 1919 in Mödling) war ein österreichischer Historiker und Bibliothekar. Er gilt als Wegbereiter der österreichischen Wirtschaftsgeschichte.

## Leben
Karl Schalk besuchte das Schottengymnasium. Nach der Matura begann er im Wintersemester 1869/70 an der Universität Leipzig Geschichte zu studieren. Mit Waldemar Dyhrenfurth wurde er 1869 im Corps Lusatia Leipzig aktiv. Als Inaktiver wechselte er an die Universität Wien, die ihn zum Dr. phil. promovierte. 1877–1879 absolvierte er das Institut für Österreichische Geschichtsforschung. Schon dort befasste er sich mit einem Wiener Thema. Ab 1880 publizierte er Arbeiten zur Wirtschafts- und Sozialgeschichte sowie zur Verwaltungs-, Rechts- und Münzgeschichte Wiens und Niederösterreichs. Schalk wurde Volontär (1884) und Amanuensis (1887) an der Universitätsbibliothek Wien. Ab 1890 war er an der Wienbibliothek im Rathaus tätig. Zuletzt war er Kustos der Wiener Städtischen Sammlungen und Realitätenbesitze. Er veröffentlichte auch unter dem Pseudonym „Kaspar Hauser“. Forschungsergebnisse veröffentlichte er in den Zeitschriften der Wiener Vereine. Mit der Durcharbeitung des Grundbuchs der Wiener Augustiner lieferte er einen Beitrag zur Mödlinger Häuserchronik des 15. Jahrhunderts.
Mit 67 Jahren setzte er seinem Leben ein Ende. Beerdigt ist er auf dem Friedhof Mödling.

## Schriften
- Der Wiener Münzverkehr im XVI. Jahrhundert. Wien 1882.
- Zur Finanzverwaltung Wiens am Ende des 14. Jahrhunderts (1368–1385). 1883.
- Der Münzfuß der Wiener Pfennige in den Jahren 1440–1463. Wien 1880 (Digitalisat).
- Aus der Zeit des österreichischen Faustrechts 1440–1463. Das Wiener Patriziat um die Zeit des Aufstandes von 1462 und die Gründe dieses Ergebnisses (= Abhandlungen zur Geschichte und Quellenkunde der Stadt Wien. 3). 1919.
- mit Carl Giannoni: Geschichte der Stadt Mödling. Mödling 1905.